# 群馬県歯科医師会
公益社団法人群馬県歯科医師会（ぐんまけんしかいしかい 英称 Gunma Dental Association）は、群馬県の歯科医師を会員とする法人。

## 本部所在地
- 〒371-0847 群馬県前橋市大友町1-5-17

## 郡市歯科医師会
- 前橋市歯科医師会 〒371-0035 前橋市岩神町2-19-9
- 桐生市歯科医師会
- 渋川・北群馬歯科医師会
- 藤岡・多野歯科医師会
- 安中・碓氷歯科医師会
- 沼田・利根歯科医師会
- 館林・邑楽歯科医師会
- 高崎市歯科医師会 〒370-0829 高崎市高松町6番地 高崎歯科医療センター内
- 伊勢崎歯科医師会
- 富岡・甘楽歯科医師会
- 吾妻郡歯科医師会
- 太田・新田歯科医師会